# Winfried Freudenberg
Winfried Freudenberg, né le 29 août 1956 à Osterwieck et mort le 8 mars 1989 à Berlin, est la dernière victime du mur de Berlin. Il avait fabriqué un ballon à gaz artisanal et est mort dans la chute de celui-ci, tentant de franchir le mur.

## Biographie
En 1979, une fuite réussie en montgolfière avait fait sensation à travers l'Allemagne. Pour préparer son évasion de la RDA en 1989, l'ingénieur électricien Winfried Freudenberg a pris un emploi dans la zone d'approvisionnement en gaz de VEB Energiekombinat à Berlin. Avec son épouse, il a construit un ballon qui devait lui permettre de s’évader.
Les prévisions météorologiques étaient favorables pour la nuit du 7 au 8 mars 1989, le couple s’est rendu près de la station de S-Bahn Blankenburg jusqu'à la station de régulation du gaz de la société d'énergie de Berlin-Est,  rue Schäferstege. C’est là qu’ils ont assemblé le ballon, qui consistait en plusieurs feuilles de polyéthylène collées sur lesquelles un filet était tendu, et l'ont rempli de gaz naturel. Pendant les préparatifs, ils ont été observés par un passant qui a informé la police populaire. Vers 2 h 00 du matin, le couple a remarqué un véhicule de police qui s’approchait. Le ballon n'était pas complètement rempli, de sorte qu'il ne pouvait pas porter le poids de deux personnes. L'épouse de Winfried Freudenberg s'est enfuie à pied et a été arrêtée devant la porte de son appartement. Winfried Freudenberg a coupé la longe et  le ballon a rapidement pris de l’altitude. La police a décidé de ne pas tirer sur le ballon en raison du risque d'explosion.
Le ballon de Winfried Freudenberg l'a fait traverser la frontière jusqu'à Berlin-Ouest. Il a volé au-dessus de Berlin-Ouest pendant plusieurs heures jusqu'à ce qu'il s'écrase à Berlin-Zehlendorf. Il a été retrouvé dans la cour devant une villa de la Limastraße.
La reconstitution du vol en ballon a montré qu'il était probablement monté à une altitude de plus de 2000 m immédiatement après le départ. À cette époque, la température était de -6 ° C. Winfried Freudenberg n'était que légèrement vêtu. Il a traversé l'aérodrome de Tegel et a tenté d'attirer l'attention en lâchant du lest, mais il a échoué et le ballon a continué de monter. Le contrôle aérien ne pouvait le voir sur le radar. À l'aube, un promeneur a repéré le ballon au-dessus de Teufelsberg. Au moment où ses forces faiblissaient, Winfried Freudenberg avait presque complètement traversé Berlin-Ouest du nord au sud et serait retourné sur le territoire de la RDA à Kleinmachnow à quelques centaines de mètres. Mais cela ne s'est jamais produit. Il est possible que Winfried Freudenberg ait entamé une descente précipitée car il n'y avait pas de soupapes pour le dégagement contrôlé de gaz. Freudenberg a été tué dans l’accident. Il a été enterré dans sa ville natale de Lüttgenrode.